# Profiles
 (février 2011).
Si vous disposez d'ouvrages ou d'articles de référence ou si vous connaissez des sites web de qualité traitant du thème abordé ici, merci de compléter l'article en donnant les références utiles à sa vérifiabilité et en les liant à la section « Notes et références ».
Profiles est un album issu d'une collaboration entre Nick Mason, le batteur de Pink Floyd, et Rick Fenn, le guitariste de 10cc sorti en 1985. Pour Nick, c'est son deuxième effort solo après Fictitious Sports, mais pour Rick Fenn, c'est son premier travail en solitaire. Il est pratiquement instrumental à l'exception de deux chasons: Lie for a Lie (chanté par David Gilmour (de Pink Floyd) et Maggie Reilly) (reconnue pour son travail avec Mike Oldfield) et Israel (chanté par le claviériste du groupe UFO Danny Peyronel).

« Il fut un temps où nous pensions en faire un album totalement instrumental, mais  nous avions A lie for a lie et nous souhaitions la mettre sur l'album, c'est pourquoi nous avons considéré qu'il fallait une autre chanson pour équilibrer le tout. »

— Rick Fenn, 

« J'ai bien apprécié travailler avec Rick... Je crois que c'est bien de changer et de ne pas toujours travailler avec les mêmes personnes constamment. On finit par tomber dans certains schémas. Bon, Roger (Waters) fera ceci et David (Gilmour) fera cela, et Nick, eh bien... tu pourrais bien aller faire le thé... »

— Nick Mason, 

## Liste des chansons
1. Malta (Fenn/Mason) – 6:00
2. Lie for a Lie (Fenn/Mason/Peyronel) – 3:16
3. Rhoda (Fenn/Mason) – 3:22
4. Profiles Part 1/Profiles Part 2 (Fenn/Mason) – 9:58
5. Israel (Fenn/Peyronel) – 3:30
6. And the Address (Fenn/Mason) – 2:45
7. Mumbo Jumbo (Fenn/Mason) – 3:53
8. Zip Code (Fenn/Mason) – 3:05
9. Black Ice (Fenn/Mason) – 3:37
10. At the End of the Day (Fenn/Mason) – 2:35
11. Profiles Part 3 (Fenn/Mason) – 1:55

## Personnel
- Nick Mason : Batterie, percussions, claviers, compositeur
- Rick Fenn : Claviers, guitare, compositeur
- Mel Collins : Saxophone sur 3, 6, 7 et 9
- David Gilmour : Chant sur 2
- Maggie Reilly : Chant sur 2
- Danny Peyronel : Chant sur 5
- Craig Pruess : Emulator basse sur 1
- Aja Fenn : Intro claviers sur 1